# Hangzhou Watch Company
La Hangzhou Watch Company es una empresa relojera ubicada en Hangzhou, República Popular China. Fundada en 1972, su gama de productos incluye relojes mecánicos y de cuarzo, movimientos (incluyendo modelos automáticos y un tourbillón de producción propia) y sus componentes.

## Historia
La Fábrica de Relojes de Hangzhou se estableció en la ciudad de Hangzhou en 1972, con derechos de exportación desde el principio. La producción inicial fue el reloj estándar, designado ZHZ con 19 rubíes y la marca Xihu (Lago del Oeste), en honor al famoso monumento cercano a la ciudad. Los relojes Xihu fueron galardonados con el máximo galardón nacional de calidad.
A medida que los recursos lo permitían, la fábrica introdujo un nuevo reloj para mujer con un pequeño calibre de diseño propio. Estos relojes también llevaban la marca Xihu, nombre que también estaba grabado en el movimiento. En la década de 1980, la fábrica introdujo un reloj automático Xihu. Este reloj era para hombre, pero el movimiento se basaba en el pequeño calibre Xihu, con una esfera más grande y un módulo de cuerda automática muy sencillo con un rotor de gran tamaño. Las cambiantes demandas del mercado exigieron un movimiento automático de mayor calidad, la Serie 2 (2xxx), desarrollado a partir del antiguo diseño del calibre 7009 de Seiko, pero con algunas diferencias de detalle, como un volante más pequeño. Prácticamente ninguna pieza es intercambiable entre los calibres Seiko y Hangzhou. Además de las versiones básicas con fecha y día/fecha, también existen versiones esqueletizadas, de triple fecha, de doble huso horario y con hora saltante. Los calibres 2000 han sido utilizados por numerosas marcas internacionales, como Orion (Rusia) y Stuhrling (con calibres designados como «Lexus»).
La Hangzhou Watch Company se ha asociado con la empresa PTS Resources de Hong Kong. Esto ha impulsado a la empresa mediante la inversión en nuevos diseños de calibres PTS y ha ampliado la base de clientes de Hangzhou.
Los relojes fabricados por la Hangzhou Watch Company llevan la marca «Farrere».

## Calibres Hangzhou
(Los movimientos tienen números de modelo de 4 dígitos/letras que comienzan con el número de «Serie»)
| Serie 2: | Basado en el Seiko 7009. Numerosas complicaciones disponibles, reserva de marcha de aproximadamente 36 horas, 21.600 pulsos/hora. |
| Serie 3: | Movimientos tourbillón de cuerda manual, con numerosas complicaciones, variantes y acabados, 28.800 pulsos/hora.                  |
| Serie 5: | Automático con microrrotor para cajas delgadas, reserva de marcha de aproximadamente 42 horas, 28.800 pulsos/hora.                |
| Serie 6: | Clon del ETA 2824, 28.800 pulsos/hora.                                                                                            |
| Serie 7: | Diseño impecable, con reserva de marcha de 75 a 80 horas, 28.800 pulsos/hora.                                                     |
| Serie 9: | Clon del ETA-Unitas 6497 y 6498, con versiones esqueleto, calendario y doble huso horario, 18.000 pulsos/hora.                    |

## Marcas
- Xihu[3]
- Farrere[4]